# Molly Goodenbour
Molly Goodenbour, née le 8 février 1972 à Waterloo, dans l'Iowa, est une joueuse et entraîneuse américaine de basket-ball. Elle évolue durant sa carrière au poste de meneur.

## Palmarès
- Championne NCAA 1990, 1992
- MOP du championnat NCAA 1992